# 나운동
나운동(羅雲洞)은 대한민국의 전북특별자치도 군산시의 동으로, 나운1·2·3동의 3개 행정동이 있다.

## 개요
나운1동은 아름다운 월명산을 배경으로 한 주거밀집지역과 상업지역이 어우러진 곳이고, 나운2동은 전형적인 아파트 밀집 주거지역이다. 나운3동은 은파관광지, 군산대학교가 위치하고 있고, 대단위 아파트단지와 농촌지역이 혼재되어 있는 도농 복합지역의 특성을 가지고 있다.
미면의 중심에 자리한 마을인 나운리는 일명 나-랭이, 나-룬이 이라고도 불리던 곳으로 현재의 kbs 군산방송국 근처의 산기슭 에서 나운동 롯데APT 이르는 규모의 마을로 인근에서는 가장 큰 마을이었다. 이 마을은 운중반월(雲中半月)의 명당이 있다는 터로 알려져 오랜 옛 날부터 사람이 살아 왔는데 규모가 크던 나운동은 상-나운(윗나룬이·신풍초등학교의 서쪽지역 ) 하나운 (아랫-나룬이·신풍초등의 동쪽지역)로 나누어 부르기도 하였다.
나운리의 인근에 위치한 마을로는 나운리의 서쪽으로 창고 지기가 살았다하는 고직-이 마을이 있고 나운리의 남서쪽에는 마을전체가 밭이었던 대전(大田)마을이 있었으며, 남쪽에는 현 해태마트 인근에 옛날 이 곳까지 물(水)이 들어와 청어장수 들이 많이 살았다는 청어장수골(마을)이 있었고, 나운의 남서쪽에는 부엉산(부곡산) 기슭에 나운리와 규모가 비슷한 큰 마을 이었던 독점마을 (유원 APT인근·부곡마을)이 있었다. 부곡마을은 오랜 옛날부터 독(옹기)을 구웠던 마을로 도기를 생산하여 부흥한 마을이었다. 나운동은 지금도 나이 드신 어른들은 신풍초등학교 인근의 땅 속에서 수 천년간 땅에 묻혀 있던 아름드리 목탄(木炭)을 캐서 불을 때던 기억들을 하고있는 역사가 깊은 마을이다.
일제시대 이후 나운동은 옥구군 미룡리와 신풍리에 속한 한적한 시골마을 이었으나 1973년 7월 1일 행정구역 개편으로 군산시에 편입되어 신풍리 일부(나운)를 잘라서 나운동으로 만들고 군산의 신도시 지역으로 개발되어 오늘날 군산최고의 인구와 경제를 자랑하는 마을이 되었다. 조선시대 미제면 인근지역의 현황을 당시 시점에서 살펴보면 개사리에서 산길을 따라 걸으면 현 군산대 옆에 자리한 신촌리에 닿는데 이곳은 얼마 전까지 작촌으로 불렸으나 마을 이름 때문에 마을이 작살났다 하여 (큰 도로가 나서 마을이 둘로 갈라짐) 최근에 옛 이름인 신촌으로 바뀐 마을있고, 신촌마을에서 북면의 군산창으로 가는 길을 따라가 보면 북면 으로 가는길은 지게를 지고 다니는 작은 길로 현재처럼 평지에 있지 않고 월명산령의 산기슭을 따라난 산길이었다. 이 길을 따라 걸으면 산굽이를 돌때마다 초가지붕을 맞댄 마을들이 옹기종기 모여 있었을 것이다.
먼저 미룡리의 산 고개 (현 미룡초등학교 북쪽 고개)를 넘으면 독을 만드는 가마가 있는 마을이라 독점이라 불렸던 현 부곡리 (나운동 유원 APT 뒷마을)가 나오며 이 곳을 지나 풍산재 (현 유원APT 고개)를 넘으면 옛날 이곳까지 금강 지류가 닿았을 때 청어장수들이 많이 살았다는 청어장수골 (나운동 극동주유소 사거리 해태마트 인근)이라는 조그마한 마을이 나온다. 그 곳에서 바라 보면 북쪽 건너편 (시민회관 인근)에 제법 규모가 큰 나운리가 자리하고 있었다. 또한 나운리에서 현 칠성사 근처의 한마재와 돌케재를 넘으면 문화동 상고 자리에 있던 석치산 마을에 도착할 수가 있었는데 석치산 마을에서 동쪽의 응지뜸(중앙병원 앞에서 현대코아 앞으로 흐르던 개천)을 바라보며 산길을 걸으면 일명 노루목고개라 불렸던 장학리(송풍동)에 닿을 수 있었다. 

## 연혁
- 1914년 : 옥구군 미면 신풍리, 미룡리
- 1973년 7월 1일 : 군산시 나운동(법정동: 나운동, 미룡동)
- 1994년 8월 1일 : 나운1동, 나운2동으로 분동
- 2003년 2월 17일 : 나운2동이 나운2동, 나운3동으로 분동
- 2005년 2월 1일 : 미성동 일부(법정동: 신관동 동부와 개사동의 옥구저수지 동쪽)가 나운3동에 편입

## 법정동
- 나운1동
  - 나운동(羅雲洞) 일부
- 나운2동
  - 나운동 일부
- 나운3동
  - 나운동 일부
  - 미룡동(米龍洞)
  - 신관동(新觀洞) 일부
  - 개사동(開寺洞) 일부

## 아파트
| 단지명                    | 건설사              | 시행사                               | 주소         | 주소   | 입주        | 비고                                |
| ------------------------- | ------------------- | ------------------------------------ | ------------ | ------ | ----------- | ----------------------------------- |
| 나운대우                  | ㈜대우 건설부문     | ㈜대우 건설부문                      | 의료원로 136 | 나운동 | 1997년 2월  |                                     |
| 나운현대 4차              | 현대산업개발        | 현대산업개발                         | 나운안1길 24 | 나운동 | 1998년 9월  |                                     |
| 나운 삼성                 | 삼성물산㈜ 건설부문 | 삼성물산㈜ 건설부문                  |              | 나운동 | 1998년 5월  |                                     |
| 나운 동신                 | ㈜동신              | ㈜동신                               | 백토로 216   | 나운동 | 1997년 12월 |                                     |
| 나운롯데 2단지            | 롯데건설            | 롯데건설                             | 하나운로 48  | 나운동 | 1994년 6월  |                                     |
| 나운롯데 3단지            | 롯데건설            | 롯데건설                             | 백토로 242   | 나운동 | 1996년 4월  |                                     |
| 나운 금호어울림 더 센트럴 | 금호산업 ㈜동서건설 | 나운주공2단지 주택재건축정비사업조합 | 대학로 281   | 나운동 | 2022년 9월  | 나운주공 2단지 재건축               |
| 나운 금호2단지            | 금호건설            | 금호건설㈜                           |              | 나운동 | 1994년 11월 |                                     |
| 수송 금호어울림           | 금호건설            | 케이비부동산신탁㈜                   | 서수송2길 23 | 나운동 | 2008년 8월  |                                     |
| 나운 청솔                 | ㈜새롬성원          | 한국토지신탁                         | 나운로 133   | 나운동 | 2002년 12월 |                                     |
| 수송 코아루               | ㈜두운종합건설      | 한국토지신탁                         | 축동로 83    | 나운동 | 2009년 3월  |                                     |
| 미룡주공 1단지            | 삼능건설㈜          | 대한주택공사                         | 미룡로 12    | 미룡동 | 2004년 7월  | 국민임대                            |
| 미룡주공 2단지            | 삼능건설㈜ 비사벌   | 대한주택공사                         | 미룡로 41    | 미룡동 | 2001년 3월  |                                     |
| 미룡주공 3단지            | 삼능건설㈜ 중앙건설 | 대한주택공사                         | 미룡로 42    | 미룡동 | 2002년 6월  |                                     |
| 은파 오투그란데 레이크원  | ㈜제일건설          | ㈜제일건설                           | 황룡로 83    | 미룡동 | 2024년 10월 |                                     |
| 은파 롯데캐슬             | 롯데기공㈜          | 한국자산신탁㈜                       | 미룡로 63    | 미룡동 | 2007년 9월  | '은파 롯데인벤스家'에서 단지명 변경 |
| 은파 리젠시빌파크         | 리젠시빌산업㈜      | 리젠시빌산업㈜                       |              | 미룡동 | 2007년 2월  |                                     |
| 미룡동 금광베네스타       | ㈜금광기업          | ㈜누가개발                           | 용둔길 12    | 미룡동 | 2008년 12월 |                                     |

## 교육
- 나운동
  - 군산나운초등학교
  - 신풍초등학교
  - 군산진포초등학교
  - 서해초등학교
  - 신흥초등학교
  - 동원중학교

- 미룡동
  - 국립군산대학교
  - 용문초등학교
  - 미룡초등학교
  - 금강중학교